# اک (قزوین)
اک (جهت تمایز با اک تاکستان اک اقبال نامیده شده است) یا ارک روستایی است در شهرستان قزوین و استان قزوین و در کشور ایران. این روستا طبق سرشماری   سال ۲۰۱۵، 279 نفر از 56 خانواده جمعیت داشته است.